# Matt Corby
Matthew John Corby, detto Matt (Oyster Bay, 7 novembre 1990), è un cantante australiano.

## Biografia
Matt Corby si è fatto conoscere con l'album in studio Telluric, numero uno nelle ARIA Charts e certificato oro dalla Australian Recording Industry Association, nonché primo ingresso del cantante nella Official Aotearoa Music Chart e Official Albums Chart. Resolution, il suo brano più popolare, ha ricevuto la certificazione di sestuplo platino dalla ARIA per le 420 000 unità vendute in Australia e quella d'oro dalla Recorded Music NZ.
Al primo LP hanno fatto seguito i dischi Rainbow Valley (2018) e Everything's Fine (2023), entrambi arrivati in top ten nella graduatoria album nazionale. Ha vinto due ARIA Music Awards.

## Discografia

### Album in studio
- 2016 – Telluric
- 2018 – Rainbow Valley
- 2023 – Everything's Fine

### EP
- 2011 – Into the Flame
- 2013 – Resolution
- 2023 – Like a Versions

### Singoli
- 2012 – Made of Stone
- 2016 – Empires Attraction
- 2018 – No Ordinary Life
- 2019 – Miracle Love
- 2019 – Talk It Out (con Tash Sultana)
- 2019 – So Easy (con Triple One e Kwamé)
- 2020 – If I Never Say a Word/Vitamin
- 2022 – Problems
- 2023 – Desert Land
- 2024 – Same Page (con Jillian Loux)
- 2024 – Bricks (con Meg Mac)